# ريستو لوكونين
ريستو لوكونين (بالفنلندية: Risto Luukkonen)‏ (13 يوليو 1931 – 13 أغسطس 1967) هو ملاكم فنلندي راحل، مثّل بلاده في الألعاب الأولمبية الصيفية 1952.

## روابط خارجية
ريستو لوكونين على موقع بوكس ريك (الإنجليزية) (registration required)
- ريستو لوكونين على موقع أوليمبيديا (الإنجليزية)